# Ruth Osburn
Ruth Osburn (Ruth I. Osburn; * 24. April 1912 in Shelbyville, Missouri; † 8. Januar 1994 in Tucson) war eine US-amerikanische Diskuswerferin.
1932 fuhr sie als US-Meisterin zu den Olympischen Spielen in Los Angeles und gewann dort die Silbermedaille hinter ihrer Landsfrau Lillian Copeland. Im Jahr darauf verteidigte sie ihren nationalen Titel.